# Osmiridium

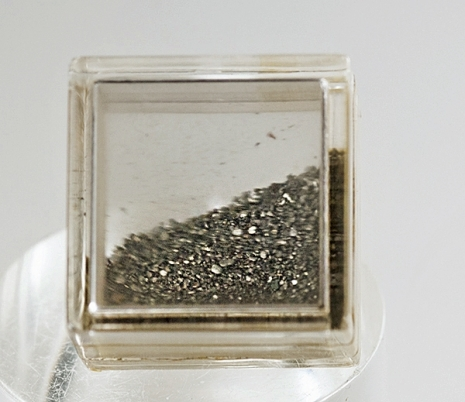
Osmiridiumkörner aus der Region Ural, Russland

Osmiridium ist eine Platinmetall-Legierung und Varietät des Iridiums, das als Mineral natürlich vorkommt. Osmiridium selbst ist von der International Mineralogical Association als Mineral nicht anerkannt (diskreditiert). Es enthält zusätzlich zu Iridium das chemisch ähnliche Metall Osmium. 
Osmiridium enthält maximal 24 % Osmium und darf nicht mit der iridiumhaltigen Osmiumvarietät Iridosmium verwechselt werden, die mindestens 55 % Osmium enthält.

## Vorkommen
Osmiridium ist selten und kommt mit anderen Platinmetallen vergesellschaftet vor. Fundorte liegen unter anderem in New South Wales und auf Tasmanien, Australien; British Columbia in Kanada; den chinesischen Provinzen Hebei, Sichuan und Tibet, Nová Paka in Tschechien, Peyrolles-en-Provence in Frankreich,  Südafrika, Russland und den Vereinigten Staaten (Alaska, Kalifornien, Nevada und Oregon). 